# Schermen op de Middellandse Zeespelen 2009
Schermen is een van de sporten die beoefend werden tijdens de Middellandse Zeespelen 2009 in Pescara, Italië. Er waren vier onderdelen: een voor mannen, drie voor vrouwen.

## Uitslagen

#### Mannen
| Event             | Goud             | Zilver            | Brons                |
| ----------------- | ---------------- | ----------------- | -------------------- |
| Degen individueel | Gauthier Grumier | Matteo Tagliariol | Francesco Martinelli |

#### Vrouwen
| Event              | Goud                 | Zilver               | Brons           |
| ------------------ | -------------------- | -------------------- | --------------- |
| Degen individueel  | Nathalie Moellhausen | Sarra Besbes         | Jeanne Colignon |
| Floret individueel | Valentina Vezzali    | Margherita Granbassi | Ines Boubakri   |
| Sabel individueel  | Carole Vergne        | Léonore Perrus       | Ilaria Bianco   |

## Medaillespiegel
| Plaats | Land      | Goud | Zilver | Brons | Totaal |
| 1      | Italië    | 2    | 2      | 2     | 6      |
| 2      | Frankrijk | 2    | 1      | 1     | 4      |
| 3      | Tunesië   | 0    | 1      | 1     | 2      |
| Totaal | Totaal    | 4    | 4      | 4     | 12     |

1951 · 1955 · 1959 · 1963 · 1967 · 1971 · 1975 · 1979 · 1983 · 1991 · 1993 · 1997 · 2001 · 2005 · 2009 · 2013 · 2018 · 2022
Atletiek · Basketbal · Bocce · Boksen · Gewichtheffen · Golf · Gymnastiek · Handbal · Judo · Kanovaren · Karate · Paardensport · Roeien · Schermen · Schietsport · Tafeltennis · Tennis · Voetbal · Volleybal · Waterpolo · Waterskiën · Wielersport · Worstelen · Zeilen · Zwemmen